# 프로세코

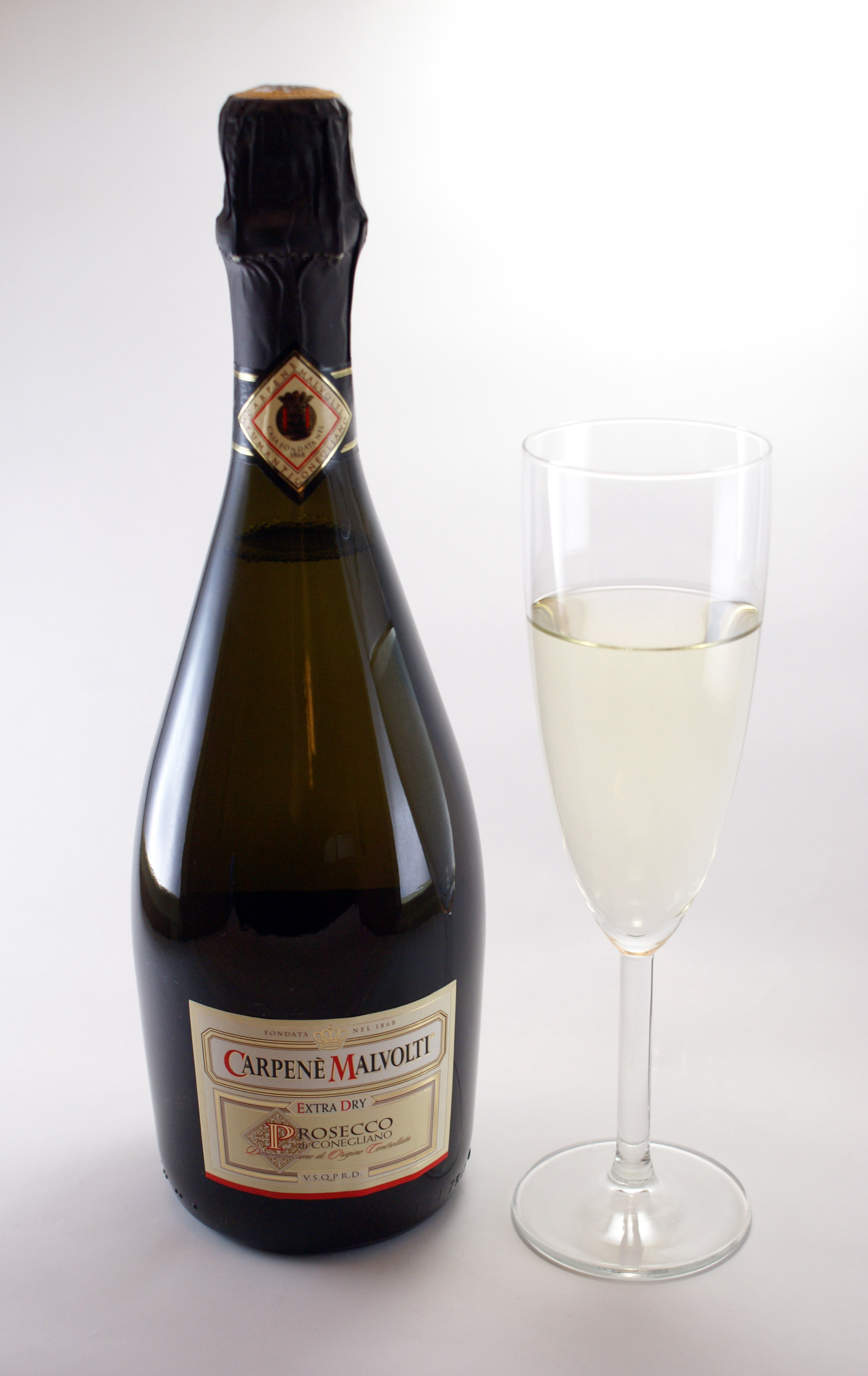
프로세코 병

프로세코(Prosecco)는 이탈리아 포도주의 일종으로서
백포도주의 종류로 드라이하고 아주 맛이 건조한 스파클링 포도주이다. 글레라 포도로 만들며 이탈리아 포도주 등급체계에 공식 인정된다. 베네토주에서 많이 생산되며 코넬리아노, 발도비아데네나 트레비소 북쪽 지방에서 생산된다.
벨리니 칵테일의 주요 재료로서 사용되며 샴페인의 대용으로서도 흔히 사용된다.

## 역사

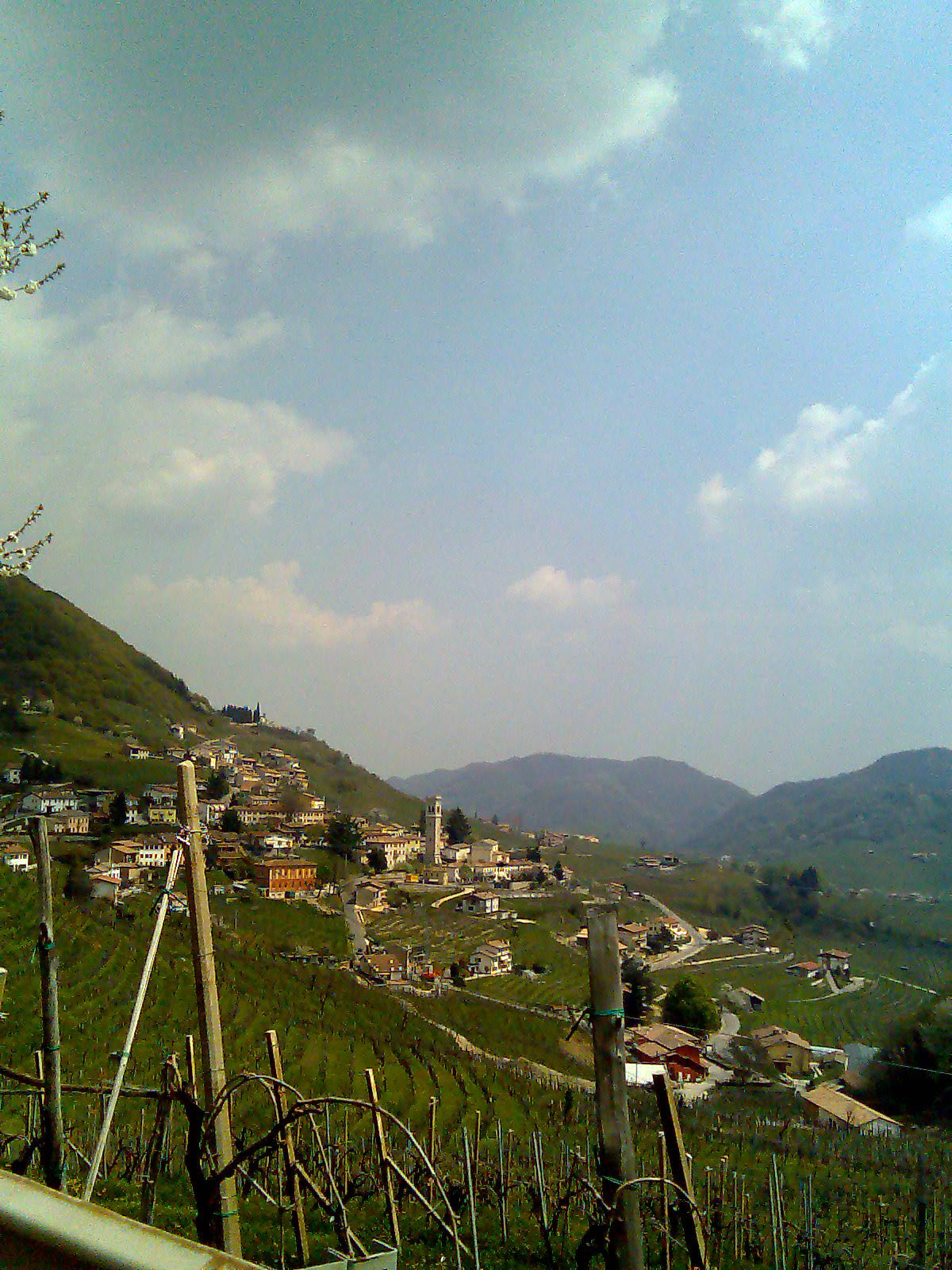
발도비안데네 포도밭

1960년대까지 프로세코 스파클링 와인이 대개 로제 와인처럼 달콤하거나 피에몬트 지방에서 흔히 나는 포도주와 비교할 수 없는 맛을 함유하고 있었다. 이후로 생산 공정이 발달하면서 오늘날에도 고급스러운 포도주가 생산되고 있다. 2008년 뉴욕타임스 보고에 따르면 프로세코는 이탈리아 해외 지역에서 소비량이 급격하게 늘고 있는 포도주이며, 1998년 이후로 줄곧 두 자릿수 성장세를 누리고 있다. 2000년부터 미국 시장 주류 포도주로서 안착한 것으로 보이며, 미오네토 사의 평가에 따른 것이다.

## 생산
샴페인과 다르게 프로세코는 톡 쏘는 맛을 갖고 있으며 스테인리스 강철 통에서 발효 공정을 거치는 점 덕분에 가격이 많이 저렴해서 경쟁력을 얻고 있기도 하다.

대략적으로만 1억 5천만 병 이상의 프로세코 와인이 생산된다. 2008년 기준 60% 정도가 코넬리아노나 발도비아데네 지방에서 생산된다. 2007년에만 3억 7천만 유로 이상의 매출을 올렸으며 2000년대에 이르러 브라질과 루마니아, 아르헨티나, 오스트레일리아에서도 프로세코 포도종이 재배되기 시작했다.